# 隆化县 (重庆古县份)
隆化县，中国古县名。
唐贞观十一年（637年），析巴县置“隆化县”，以城西永隆山得名，治所位于今重庆市南川区城区。隶属山南道涪州。先天元年（712年），避唐玄宗李隆基讳，改名为宾化县。北宋熙宁三年（1070年），改宾化砦复置“隆化县”，隶属夔州路涪州。熙宁八年（1075年），隆化县改属夔州路南平军。南宋嘉熙三年（1239年），南平军治迁至隆化县。元朝至元二十二年（1285年），改隆化县为南川县。